# Josef Klapuch

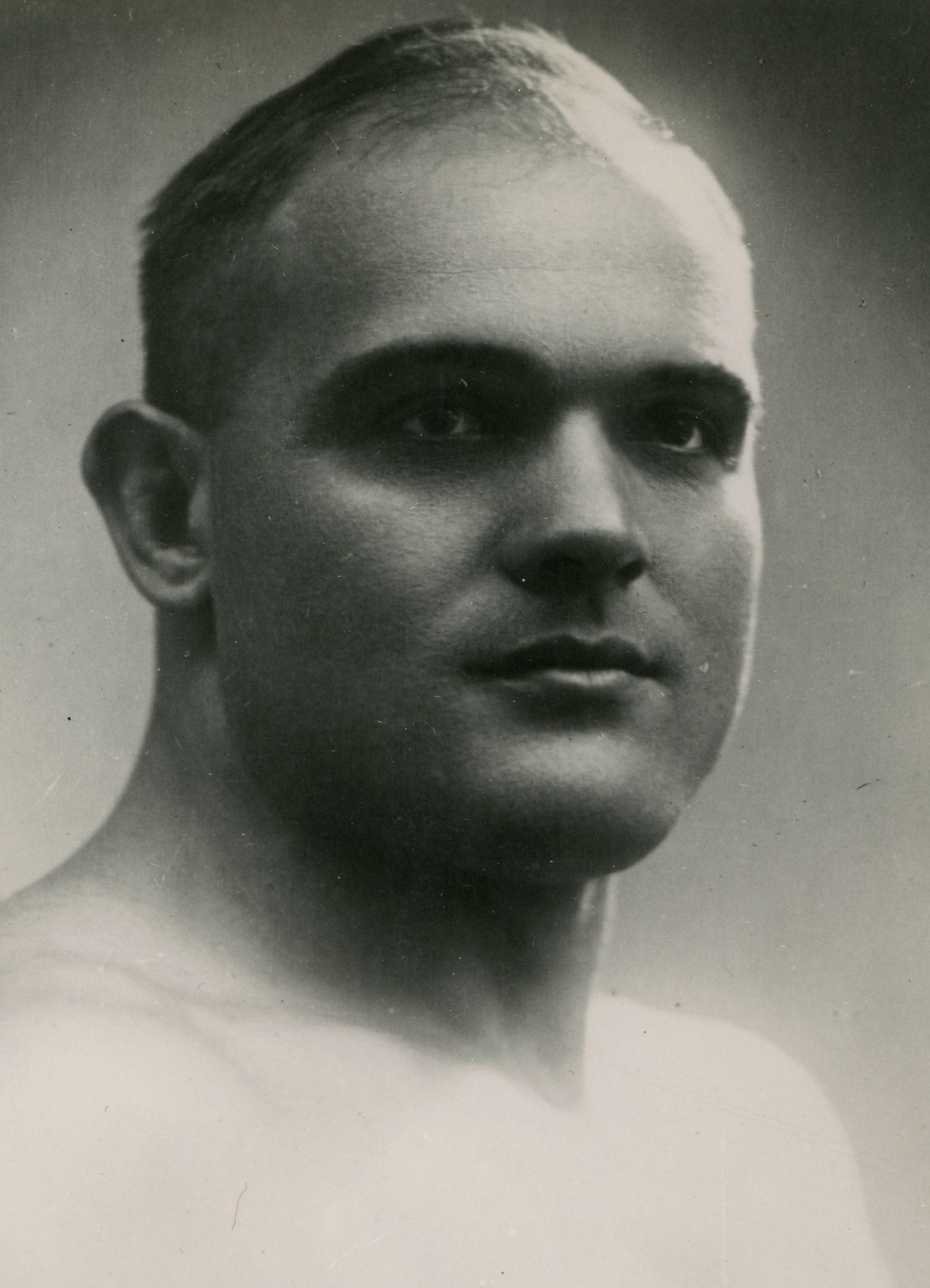

Josef Klapuch (* 10. Februar 1906 in Zbyslavice; † 18. Dezember 1985 in Prag) war ein tschechoslowakischer Ringer und Schauspieler.

## Leben
Josef Klapuch begann  Mitte der 1920er Jahre, als er in die Polizei eintrat, mit dem Ringen. Er wurde Mitglied des Polizei-Sportvereins ("AFK Stráže bezpečnosti") Prag und reifte bald zu einem ausgewachsenen Schwergewichtler von ca. 115 kg heran. Er rang zunächst nur im griechisch-römischen Stil, wandte sich aber in den 1930er Jahren auch dem freien Stil zu, auf dem er bald größere Erfolge als im griechisch-römischen Stil erzielte. Ab 1928 beteiligte er sich bei den tschechoslowakischen Meisterschaften, stand aber zunächst im Schatten von Josef Urban, den Silbermedaillengewinner bei den Olympischen Spielen 1932 in Los Angeles im griechisch-römischen Stil.
Zu seinem ersten Start bei einer internationalen Meisterschaft kam Josef Klapuch im Jahr 1934. Er startete bei den Europameisterschaften in Rom im griechisch-römischen Stil und belegte den 4. Platz. Gegen die damals in Europa im Schwergewicht dominierenden Ringer Rudolf Svensson aus Schweden und Kurt Hornfischer aus Deutschland musste er dabei Niederlagen einstecken. Noch besser lief es für ihn bei den Europameisterschaften im freien Stil des gleichen Jahres in Stockholm. Josef gewann die Silbermedaille hinter dem Schweden Thure Sjöstedt. Bei vier Teilnehmern brauchte er dabei nur zwei Kämpfe zu bestreiten. Bei einem großen Ringerturnier in Nürnberg gelang ihm 1934 sogar ein Punktsieg über den amtierenden Europameister Kurt Hornfischer.
Im Jahr 1935 startete er nur bei den Europameisterschaften im freien Stil in Brüssel und musste sich dort mit dem 4. Platz begnügen. Nach einem Sieg über den belgischen Lokalmatador Léon Charlier unterlag er dem Schweden Nils Åkerlindh und dem sich zum ersten Mal an einem Freistilturnier beteiligenden Kurt Hornfischer.
Bei den Olympischen Spielen in Berlin im Jahr 1936 beteiligte sich Josef Klapuch in beiden Stilarten. Beim zuerst stattfindenden Freistilturnier verbuchte er dabei den größten Erfolg seiner Ringerlaufbahn. Er gewann mit drei Siegen die Silbermedaille und unterlag nur dem sich in Berlin in einer Superform befindenden Esten Kristjan Palusalu. Im griechisch-römischen Stil musste er mit einem Sieg und zwei Niederlagen nach der 3. Runde ausscheiden und belegte im Endergebnis den 7. Platz.
Im Jahr 1937 gewann er auch bei den Europameisterschaften im griechisch-römischen Stil in Paris mit dem 3. Platz eine Medaille. Er feierte bei dieser Meisterschaft drei Siege und musste sich wieder Palusalu und dem Schweden John Nyman geschlagen geben. Dafür gewann Josef Klapuch in diesem Jahr bei den Europameisterschaften im freien Stil in München, die zugleich seine letzte Teilnahme an einer internationalen Meisterschaft sein sollte, keine Medaille. Er besiegte bei dieser Meisterschaft zwar erstmals Kurt Hornfischer, schied aber nach der dritten Runde aus, während Hornfischer trotz der Niederlage gegen ihn Europameister wurde.
Ab 1938 startete Josef Klapuch nach dem Einmarsch der Nationalsozialisten in sein Heimatland bei keiner internationalen Meisterschaft mehr.

## Internationale Erfolge
(OS = Olympische Spiele, EM = Europameisterschaft, GR = griechisch-römischer Stil, F = Freistil, S = Schwergewicht, damals über 87 kg Körpergewicht)
- 1931, 1. Platz, Intern. Tschechoslowakische Meisterschaft in Raudnitz an der Elbe, GR, S, vor Josef Urban, Tschechoslowakei u. Bruno Mosig, Deutschland;
- 1931, 1. Platz, Intern. Turnier in Uddevalla, GR, S, vor Sanfried Söderqvist, Schweden;
- 1934, 1. Platz, Intern. Turnier in Prag, GR, S, vor Josef Urban u. John Nyman, Schweden;
- 1934, 4. Platz, EM in Rom, GR, S, mit Siegen über Eduard Schöll, Österreich und Alberts Zvejnieks, Lettland und Niederlagen gegen Rudolf Svensson, Schweden und Kurt Hornfischer, Deutschland;
- 1934, 2. Platz, EM in Stockholm, F, S, mit einem Sieg über Hjalmar Nyström, Finnland und einer Niederlage gegen Thure Sjöstedt, Schweden;
- 1934, 2. Platz, Turnier in Nürnberg, GR, S, hinter John Nyman, Schweden und vor Kurt Hornfischer
- 1934, 1. Platz, Turnier in München, F, S, vor Willi Müller (Ringer), Deutschland, Chevaert, Belgien und Karl Engelhardt, Deutschland
- 1935, 4. Platz, EM in Brüssel, F, S, mit einem Sieg über Léon Charlier, Belgien und Niederlagen gegen Nils Åkerlindh, Schweden und Kurt Hornfischer;
- 1936, Silbermedaille, OS in Berlin, F, S, mit Siegen über Léon Charlier, Georg Gehring, Deutschland und Nils Åkerlindh und einer Niederlage gegen Kristjan Palusalu, Estland;
- 1936, 7. Platz, OS in Berlin, GR, S, mit Sieg über Alberts Zvejnieks und Niederlagen gegen Aleardo Donati, Italien und Kurt Hornfischer;
- 1937, 3. Platz, EM in Paris, GR, S, mit Siegen über Georg Gehring, Gyula Bóbis, Ungarn und Edvīns Bietags, Lettland und Niederlagen gegen John Nyman und Kristjan Palusalu;
- 1937, 5. Platz, EM in München, F, S, mit einem Sieg gegen Kurt Hornfischer und Niederlagen gegen Nils Åkerlindh und Willy Lardon, Schweiz

## Tschechoslowakische Meisterschaften
Josef Klapuch gewann siebenmal die tschechoslowakische Meisterschaft im griechisch-römischen Stil und dreimal die im freien Stil, jeweils im Schwergewicht. Nebenbei wurde er auch zweimal tschechoslowakischer Vizemeister im Gewichtheben des Schwergewichts.